# Myron Simpson
Myron Simpson (Auckland, 30 de juliol de 1990) és un ciclista neozelandès professional des del 2013. Combinà la carretera amb la pista.

## Palmarès en ruta
- 2011
  - Vencedor d'una etapa a l'An Post Rás
  - Vencedor d'una etapa al Tour of the Murray River

## Palmarès en pista
- 2010
  -  Campió de Nova Zelanda en madison (amb Aaron Gate)
  -  Campió de Nova Zelanda en velocitat per equips
- 2011
  - Campió d'Oceania en Scratch
- 2013
  -  Campió de Nova Zelanda en madison (amb Aaron Gate)